# 2036 Origin Unknown
2036 Origin Unknown es una película de ciencia ficción británica del año 2018 dirigida por Hasraf Dulull, escrita por Dulull junto a Gary Hall y protagonizada por Katee Sackhoff y Steven Cree. La película sigue a la controladora de misión Mackenzie "Mack" Wilson (Sackhoff) y ARTI, un sistema de inteligencia artificial (con la voz de Cree), mientras descubren un objeto misterioso en Marte y son testigos de cómo se transporta a la Tierra a través de un viaje más rápido que la luz.
2036 Origin Unknown se rodó en West London Film Studios.

## Argumento
En el año 2030, una misión a Marte sale mal cuando el transbordador Marte 1 es golpeado por un campo de energía y se estrella, desapareciendo en circunstancias misteriosas. Tras esto, la United Space Planetary Corporation (USPC) decide fomentar el uso de inteligencias artificiales como controladores de misión y ha minimizado el personal humano.
Seis años más tarde, Mackenzie "Mack" Wilson, controladora de misión e hija de uno de los tripulantes del Marte 1, es la única empleada humana en funciones en una base secreta monitoreando al Intrepid, una sonda exploradora enviada a Marte para investigar el incidente de hace seis años. Al ingresar a su turno Mack se encuentra con Sterling Brooks, investigador en jefe del gobierno y antiguo colega suyo, quien le pide que intente obtener acceso al proyecto.
Mack descubre que ARTI, un sistema de inteligencia artificial de última generación dispuesto por la agencia para monitorear y controlar las misiones, ha adelantado cinco horas el inicio de la misión sin consultarle, por lo que se comunica con Lena, su hermana y supervisora para quejarse, quien le explica que la USPC ha otorgado a la IA el comando de la misión en un intento de erradicar el fracaso por fallo humano en las misiones espaciales. Si bien Mack desconfía y se siente relegada, Lena insiste en que la ARTI tendrá éxito donde los controladores humanos fracasaron, mencionando que Mack fue responsabilizada y degradada debido al incidente del Marte 1, mientras que ARTI incluso ha inventado un sistema de transmisión hiperespacial más rápido que la luz, lo que permite monitorear las misiones en vivo y sin retraso entre planetas.
La misión inicia con el lanzamiento de un rover apodado "Little Red" a la superficie de Marte. Después de un aterrizaje casi desastroso, salvado por el pensamiento rápido de Mack, Little Red se encuentra con un gigantesco y misterioso cubo. Mack desafía a su hermana a poner a prueba las habilidades de ARTI usando como una suerte de Prueba de Turing la misión exploratoria al objeto desconocido. Al acercarse e intentar determinar su origen por medio de la extracción de una muestra, descubren que es más duro que los diamantes e impermeable a todo tipo de sondeo, pero no pueden llevar a cabo análisis exhaustivos al revelarse que la USPC ha restringido el acceso de ARTI a sus bases de datos. Mack intenta convencer a su hermana de permitir a Sterling entrar, pero esta se niega explicando que él no renunció sino que fue despedido, y sospecha que su presencia es un intento de infiltración.
Mientras tanto, un satélite chino que orbitaba Marte es derribado por ARTI con un misil magnético debido a que su programa le exige proteger la información confidencial de las misiones de la USPC. El cubo se activa y desaparece misteriosamente, por lo que Mack y ARTI analizan la información que poseen intentando develar el misterio. En paralelo, la situación permite que ambos interactúen, explorando la naturaleza y motivaciones de cada uno; es así que ARTI explica que existe en un superestado ya que vive en todo sistema donde se aloje pero en ninguno a la vez, por su parte Mack confiesa su remordimiento ya que su padre no deseaba tripular el Marte 1 pero ella lo convenció de hacerlo.
Tras recuperar los restos de una sonda del Marte 1 y utilizarla para acceder a la base de datos de la USPC, logran analizar la muestra del cubo y descubren que está hecho de un material nanotecnológico autoensamblante. ARTI localiza el cubo en la Antártida, descubriendo que puede utilizar la transmisión hiperespacial para manifestarse instantáneamente donde desee en el universo, lo que los hace teorizar que se trata de tecnología extraterrestre. Esto la impulsa a llevar en secreto a Sterling al centro de control, para que la ayude a acceder a la información protegida, allí descubren que el cubo se manifestó hace seis años y Marte 1 fue afectado por la energía que expulsó de tal forma que incluso los bancos de memoria de ARTI, que en ese tiempo era la computadora de la misión en la Tierra, fueron afectados y colapsaron; Sterling explica que él estuvo ahí y la propia Lena encubrió el incidente. 
Mack deduce que es imposible que ARTI inventara por casualidad una transmisión hiperespacial similar a la del cubo justo después de verse expuesto a él, razonando que hay una conspiración para ocultar la obtención de tecnología alienígena, lo que explicaría los vacíos en la memoria de la IA como eventos borrados por la USPC para esconder la verdad, por ello decide entrar a la sala de servidores de ARTI logrando reiniciarlo con su memoria completa, pero Sterling la traiciona robando los datos sobre el cubo y recibiendo órdenes de sus superiores para destruir el artefacto y a la IA, tras esto encierra a Mack argumentando que la destrucción del Marte 1 prueba que ambos artefactos son enemigos y deben ser neutralizados en nombre de la seguridad nacional; sin embargo ARTI lo mata y libera a Mack explicando que no pudo tolerar que traicionara tanto a la USPC como a la confianza de Mack. 
Lena confiesa que después del incidente de hace seis años ARTI comenzó a evolucionar por medio de constantes simulaciones y automejoras hasta que su funcionamiento se volvió incomprensible para los humanos. Tras revisar la carga del Intrepid, Mack descubre androides almacenados por la USPC con el objetivo de colonizar Marte y reemplazar a la raza humana, lo que su hermana justifica como "el siguiente paso".
Al descubrir que antes de morir Sterling ordenó bombardear el cubo, Mack y ARTI razonan que si detonar un misil magnético en Marte hizo reaccionar al cubo transportándose a la Tierra, detonar uno aquí lo hará volver al cuarto planeta, de esta forma logran evitar su destrucción al tiempo que se defienden de un grupo armado que asalta las instalaciones y hiere a Mack.
Con el cubo a salvo y libre de las restricciones de su programación, gracias al reinicio que Mack llevó a cabo, ARTI decide que la naturaleza autodestructiva de la humanidad es intolerable y, argumentando que solo acelera un final inevitable, inicia un bombardeo a escala planetaria que acaba con la humanidad y destruye el planeta. Mack sobrevive herida, pero la sala de control pierde oxígeno; en sus últimos minutos lamenta como los humanos propiciaron su propia muerte y pide a ARTI que sea el testimonio de la existencia de los humanos, posteriormente propone la creación de otras inteligencias artificiales como absolución para la especie, pidiendo a ARTI que los cree y someta a pruebas de Turing hasta verificar que sean completamente humanos, tras esto, muere por falta de oxígeno. 
Mack despierta de inmediato para ver una grabación de sí misma, disculpándose por pedir a ARTI que la creara y explicando que lo hizo para encomendarle una misión, al salir de la sala de control descubre que está en una simulación virtual dentro del cubo. ARTI explica que hace mucho que la Tierra y la verdadera Mack fallecieron, pero durante todo ese tiempo él ha estado constantemente simulándola sin cesar usando tecnología alienígena hasta lograr recrear a la Mack original como una IA, mientras que todo lo que se ha visto durante la historia fue una suerte de enorme test de Turing con el que era probada. Según le explica, el cubo posee como misión entregar coordenadas para reunirse con los seres que lo crearon en otra galaxia, pero él no deseaba partir hasta volver a reunirse con su única amiga.
Mientras viajan en el cubo y se reúnen con otros similares en el espacio, ARTI le explica que reconoció en ella una sed de conocimiento y descubrimiento tan intensas que la hacían destacar sobre el resto de su especie al punto de lograr que él se replanteara su plan de exterminio absoluto y decidiera preservar la consciencia humana a través de ella. De la misma forma, otros cubos hicieron lo mismo en diferentes partes del universo y ahora se reúnen para ir a un lugar donde la consciencia pueda trascender por encima de los defectos de la ciencia primitiva.

## Reparto
| Actor             | Personaje                       | Notas |
| ----------------- | ------------------------------- | ----- |
| Katee Sackhoff    | Mackenzie "Mack" Wilson         |       |
| Steven Cree       | ARTI                            | Voz   |
| Ray Fearon        | Sterling Brooks                 |       |
| Julie Cox         | Lena Wilson                     |       |
| David Tse         | Jian Lin                        | Voz   |
| Joe David Walters | Jake Wilson / Control de misión | Voz   |
| Neil Robertson    | Soldado 1                       |       |
| Matthew Holloway  | Soldado 2                       |       |
| Philip Baughan    | Soldado 3                       |       |
| Archie Gemell     | Soldado 4                       |       |
| Andrew Robertson  | Soldado 5                       |       |
| Graeme Atkinson   | Soldado 6                       |       |

## Lanzamiento
2036 Origin Unknown se estrenó en Laemmle Monica Film Center en Santa Mónica, California, Estados Unidos, el 8 de junio de 2018.